# Leptochilus (plante)
Pour les articles homonymes, voir Leptochilus.
Genre
Leptochilus est un genre de fougères de la famille des Polypodiaceae, originaire du Sud, de l'Est et du Sud-Est de l'Asie.

## Liste des espèces
Selon Plants of the World online (POWO) (12 février 2023) :
- Leptochilus axillaris (Cav.) Kaulf.
- Leptochilus cantoniensis (Baker) Ching
- Leptochilus chilangensis (V.N.Tu) Liang Zhang & Li Bing Zhang
- Leptochilus chingii Liang Zhang & Li Bing Zhang
- Leptochilus cuneatus Bonap.
- Leptochilus decurrens Blume
- Leptochilus digitatus (Baker) Noot.
- Leptochilus dolichopterus (Copel.) Fraser-Jenk. & Amoroso
- Leptochilus ellipticus (Thunb.) Noot.
- Leptochilus gracilis Z.L.Liang, Liang Zhang & Li Bing Zhang
- Leptochilus hemionitideus (C.Presl) Noot.
- Leptochilus henryi (Baker) X.C.Zhang
- Leptochilus lanceolatus Fée
- Leptochilus leveillei (Christ) X.C.Zhang & Noot.
- Leptochilus longissimus (Blume) L.Y.Kuo
- Leptochilus macrophyllus (Blume) Noot.
- Leptochilus mengsongensis M.X.Zhao
- Leptochilus metallicus (Bedd.) C.Chr.
- Leptochilus minor Fée
- Leptochilus morsei (Ching) Fraser-Jenk.
- Leptochilus ×nepalensis Fraser-Jenk.
- Leptochilus oblongus Li Bing Zhang, Liang Zhang & N.T.Lu
- Leptochilus pedunculatus (Hook. & Grev.) Fraser-Jenk.
- Leptochilus pentaphyllus (Baker) Liang Zhang & Li Bing Zhang
- Leptochilus pothifolius (Buch.-Ham. ex D.Don) Fraser-Jenk.
- Leptochilus pteropus (Blume) Fraser-Jenk.
- Leptochilus sarawakensis Li Bing Zhang & Liang Zhang
- Leptochilus saxicola (H.G.Zhou & Hua Li) Liang Zhang & Li Bing Zhang
- Leptochilus ×shintenensis (Hayata) Nakaike
- Leptochilus thwaitesianus Fée
- Leptochilus wallii (Baker) C.Chr.
- Leptochilus wrightii (Hook.) X.C.Zhang

## Synonymes
Leptochilus a pour synonymes :
Synonymes homotypiques :
- Gymnopteris C.Presl in Tent. Pterid.: 244 (1836), nom. illeg.

Synonymes hétérotypiques :
- Colysis C.Presl in Abh. Königl. Böhm. Ges. Wiss., ser. 5, 6: 146 (1851)
- Dendroglossa C.Presl in Abh. Königl. Böhm. Ges. Wiss., ser. 5, 6: 149 (1851)
- Kaulinia B.K.Nayar in Taxon 13: 67 (1964)
- Kontumia S.K.Wu & L.K.Phan in Novon 15: 245 (2005)
- Myuropteris C.Chr. in Dansk Bot. Ark. 6(3): 73 (1929)
- Nistarika B.K.Nayar, Madhus. & Molly in Fern Gaz. 13: 33 (1985)
- Paraleptochilus Copel. in Ann. Cryptog. Phytopathol. 5: 198 (1947)